# St Hilda's College (Oxford)
St Hilda's College is een van de 38 colleges van de Universiteit van Oxford in Engeland, Groot-Brittannië. Het college is vernoemd naar de Angelsaksische heilige Hilda van Whitby en werd in 1893 opgericht als onderwijsinstelling voor vrouwen. St Hilda's liet tot 2008 enkel vrouwen toe en was – nadat Somerville College in 1994 mannen ging toelaten – het laatste niet-gemengde college van de universiteit. Tegenwoordig telt St Hilda's College bijna evenveel vrouwelijke als mannelijke bachelor- en masterstudenten.
De huidige rector is Sir Gordon Duff. Hij vervult deze functie sinds 2014 en wordt op 1 februari 2022 opgevolgd door professor Sarah Springman.
St Hilda's College ontving in 2018 £ 52,1 miljoen aan schenkingen. Het totale vermogen van het college was £ 113,4 miljoen.

## Geschiedenis
Dorothea Beale (die ook aan het hoofd stond van Cheltenham Ladies' College) richtte St Hilda's College in 1893 op als St Hilda's Hall. Het college was tot 2008 enkel toegankelijk voor vrouwen. Terwijl andere colleges van de Universiteit van Oxford geleidelijk overgingen op gemengd onderwijs werd hierover in St Hilda's, aldus een voormalige onderdirecteur, pas in 1997 serieus gediscussieerd. Het ging daarbij uitsluitend over stafposities. Met een kleine meerderheid van stemmen besloot het bestuur op 7 juni 2006 dat mannen en vrouwen tot St Hilda's College konden worden toegelaten als fellow en student. Bij eerdere stemmingen was hiervoor geen meerderheid. Studenten hadden tegen de stemmingen geprotesteerd, omdat die volgens hen op een autoritaire manier werden opgelegd. Alumni betreurden de verandering naar gemengd onderwijs.
In oktober 2007 werd een aanvullend royal charter toegekend en in 2008 kregen mannelijke studenten voor het eerst toegang tot St Hilda's College. Tegenwoordig telt het college bijna evenveel vrouwelijke als mannelijke bachelor- en masterstudenten. Volgens een tussentijdse ranking van de Norrington Table in augustus 2018 behaalde 98 procent van de laatstejaars bachelorstudenten van St Hilda's ten minste een 2i.

## Vrouwenroeien
St Hilda's was in 1911 het eerste vrouwencollege in Oxford en Cambridge dat een Vrouwen Acht formeerde. Studente H.G. Wanklyn van St Hilda's richtte de vrouwenroeiclub OUWBC (Oxford University Women's Boat Club) op en zij was stuurvrouw in de eerste Women's Boat Race in 1927 met vijf roeisters van St Hilda's in de boot. In 1969 schreef de Vrouwen Acht van St Hilda's geschiedenis in Oxford als allereerste vrouwelijke ploeg die roeide in de regatta Summer Eights. De vrouwen eindigden als twaalfde.

## Documentaire
De studenten van St Hilda's waren het onderwerp van de documentairereeks College Girls van de Britse tv-zender Channel 4. Deze serie werd uitgezonden in 2002.

## Gebouwen en tuinen

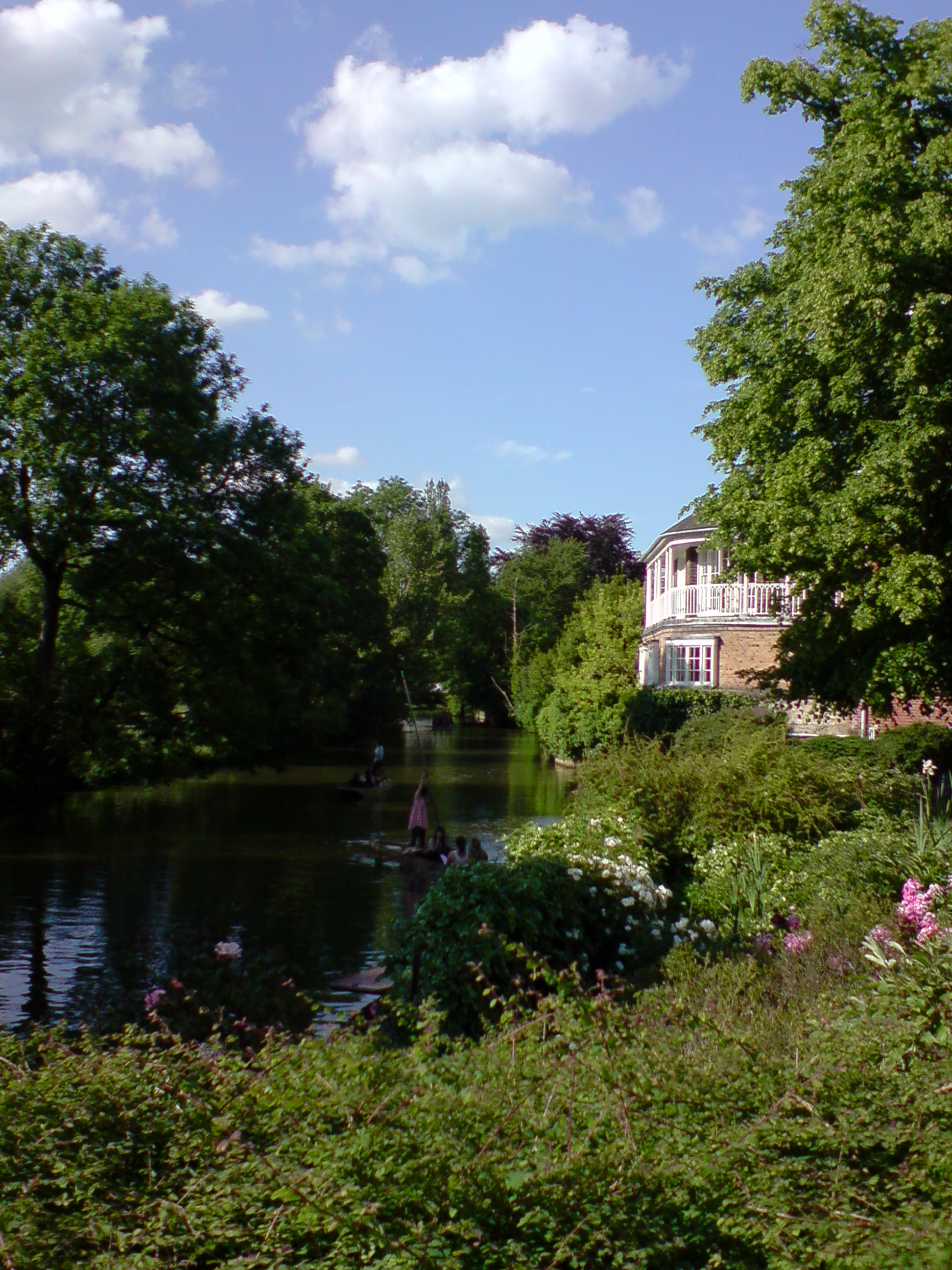
Milham Ford Building aan de rivier de Cherwell

Het college is gelegen aan Cowley Place, aan het oosteinde van de High Street voorbij de Magdalen Bridge in Oxford. Het is daarmee het enige college van de Universiteit van Oxford dat ten oosten van de rivier de Cherwell ligt. Op het collegeterrein staat een aantal grote gebouwen: Hall Building, South Building, Wolfson Building (geopend in 1964), Garden Building (ontworpen door Alison and Peter Smithson en geopend in 1971) en Christina Barratt Building (geopend in 2001). Voor het in 2018 afgebroken Milham Ford komt het Boundary Building in de plaats (opening in de herfst van 2020). De gebouwen omvatten huisvesting voor studenten, lesruimtes, de bibliotheek, Dining Hall en ruimtes voor de ondersteunende diensten. Het college bezit ook een aantal gebouwen aan Iffley Road en in die wijk Cowley. Het Iffley Road Sports Complex – het voornaamste sportcomplex van Oxford University Sport – is van alle colleges het gemakkelijkst te bereiken vanaf St Hilda's.

### Jacqueline du Pré Music Building

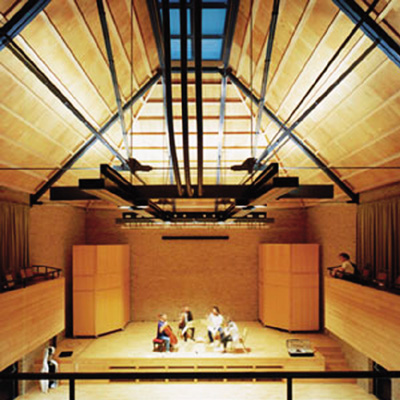
Jacqueline Du Pré Music Building

Het Jacqueline du Pré Music Building (JdP) is een concertgebouw dat vernoemd is naar de beroemde celliste Jacqueline du Pré, een honorary fellow van St Hilda's College. Het JdP is in 1995 ontworpen door het architectenbureau van Heyningen and Haward Architects. In het JdP huizen het Edward Boyle Auditorium met een Steinway-vleugel en een aantal oefenruimtes. In 2000 ontwierpen de architecten een nieuwe en grotere foyerruimte: een glazen aanbouw aan de voorgevel van het bestaande muziekgebouw. In het JdP geeft de St Hilda's Music Society regelmatig recitals. Daarnaast worden er concerten gegeven door diverse beroemde artiesten. Muzikanten die de afgelopen jaren in het JdP hebben opgetreden zijn onder meer Steven Isserlis, het Jerusalem Quartet, het Chilingirian Quartet en het Belcea Quartet. Het gebouw wordt ook gebruikt voor amateurtheatervoorstellingen; sinds 2008 brengt de St Hilda's College Drama Society enkele voorstellingen per jaar in het Edward Boyle Auditorium ten tonele.

### Tuinen
De collegetuinen liggen langs de oevers van de rivier de Cherwell en een groot aantal collegeruimtes biedt uitzicht op de rivier en de velden. Het college heeft zijn eigen vloot punters waarvan de collegestudenten in de zomermaanden gratis gebruik mogen maken. Door de locatie kampte het nu afgebroken Milham Ford Building van tijd tot tijd met wateroverlast door overstromingen.

## Personen verbonden aan St Hilda's College
Rectoren
- Esther Elizabeth Burrows (1847-1935), 1893-1910
- Christine Mary Elizabeth Burrows (1872-1959), 1910-1919
- Winifred Moberly (1875-1928), 1919-1928
- Julia de Lacy Mann (1891-1985), 1928-1955
- Kathleen Major (1906-2000), 1955-1965
- Mary Bennett (1913-2005), 1965-1980
- Mary Moore (1930-2017), 1980-1990
- Elizabeth Llewellyn-Smith (1934), 1990-2001
- Judith English (1940), 2001-2007
- Sheila Forbes (1946), 2007-2014
- Gordon Duff (1947), 2014-heden

Alumni
- Susanna Clarke, auteur
- Susan Greenfield, barones Greenfield, academicus
- Susan Kramer, Baroness Kramer, politicus Liberal Democrats
- Zanny Minton Beddoes, hoofdredacteur van The Economist
- Gaynor Arnold, romanschrijver
- Elizabeth Aston, auteur
- Maudy Ayunda, Indonesische singer-songwriter en actrice
- Zeinab Badawi, BBC-journalist
- Kate Barker, econoom
- Sarah Baxter, journalist
- prinses Haya Bint Al Hussein, lid koningshuis
- Susan Blackmore, parapsycholoog, auteur en opiniemaker
- D.K. Broster, schrijver van historische romans
- Mikita Brottman, auteur, psychoanalyticus
- Marilyn Butler, lady Butler, academicus
- Fiona Caldicott, psychiater, academicus, voorzitter van het Caldicott Committee
- Wendy Cope, dichter
- Serena Cowdy, journalist
- Lettice Curtis, vliegenier
- Miriam Defensor Santiago, Filipijnse senator, onderscheiden met de Ramon Magsaysay Award
- Violet Mary Doudney, suffragette
- Barbara Everett, academicus
- Susan Garden, barones Garden of Frognal, politicus
- Helen Gardner, criticus
- Margaret Gelling, toponymist
- Adele Geras, schrijver
- Karina Gould, Canadese minister
- Susan Gritton, sopraan
- Catherine Heath, romanschrijver
- Rosalind Hill, historicus
- Meg Hillier, politicus
- Victoria Hislop, schrijver
- Bettany Hughes, historicus
- Ruth Hunt, bestuursvoorzitter van Stonewall
- Helen Jackson, politicus
- Jenny Joseph, dichter
- Angela Lambert, auteur en journalist
- Hermione Lee, criticus and biograaf
- Nicola LeFanu, componist
- Elizabeth Levett, historicus
- Sue Lloyd-Roberts, special verslaggever voor de BBC (voorheen voor ITN)
- Margaret MacMillan, historicus en warden van St Antony's College
- Anita Mason, romanschrijver
- Val McDermid, romanschrijver
- Rosalind Miles, schrijver
- Kate Millett, feministische auteur
- Anne Mills FRS, gezondheidseconoom
- Brenda Moon, bibliothecaris
- Laura Mulvey, feministische filmtheoreticus
- Elizabeth Neville, politieagent
- Katherine Parkinson, actrice
- Barbara Pym, romanschrijver
- Pooky Quesnel, actrice en scenarioschrijver
- Betty Radice, vertaler en redacteur
- Celine Rattray, filmproducent
- Gillian Rose, filosoof
- Jacqueline Rose, academicus en schrijver
- Sheila Rowbotham
- Gillian Shephard, baroness Shephard of Northwold, politicus
- Helen Simpson, korteverhalenschrijver
- Ann Thwaite, biograaf
- Tsuda Umeko, onderwijsdeskundige
- Cecil Woodham-Smith, historicus
- Hou Yifan, schaakgrootmeester

Fellows
- Mary Bennett
- William Boyd, auteur
- Gordon Duff
- Helen Gardner
- Elspeth Kennedy
- Barbara Levick
- Beryl Smalley
- Helen Waddell
- Kathy Wilkes

Honorary fellows
- Jacqueline Du Pré
- Doris Odlum
- Rosalyn Tureck

Galerij

## Gallery

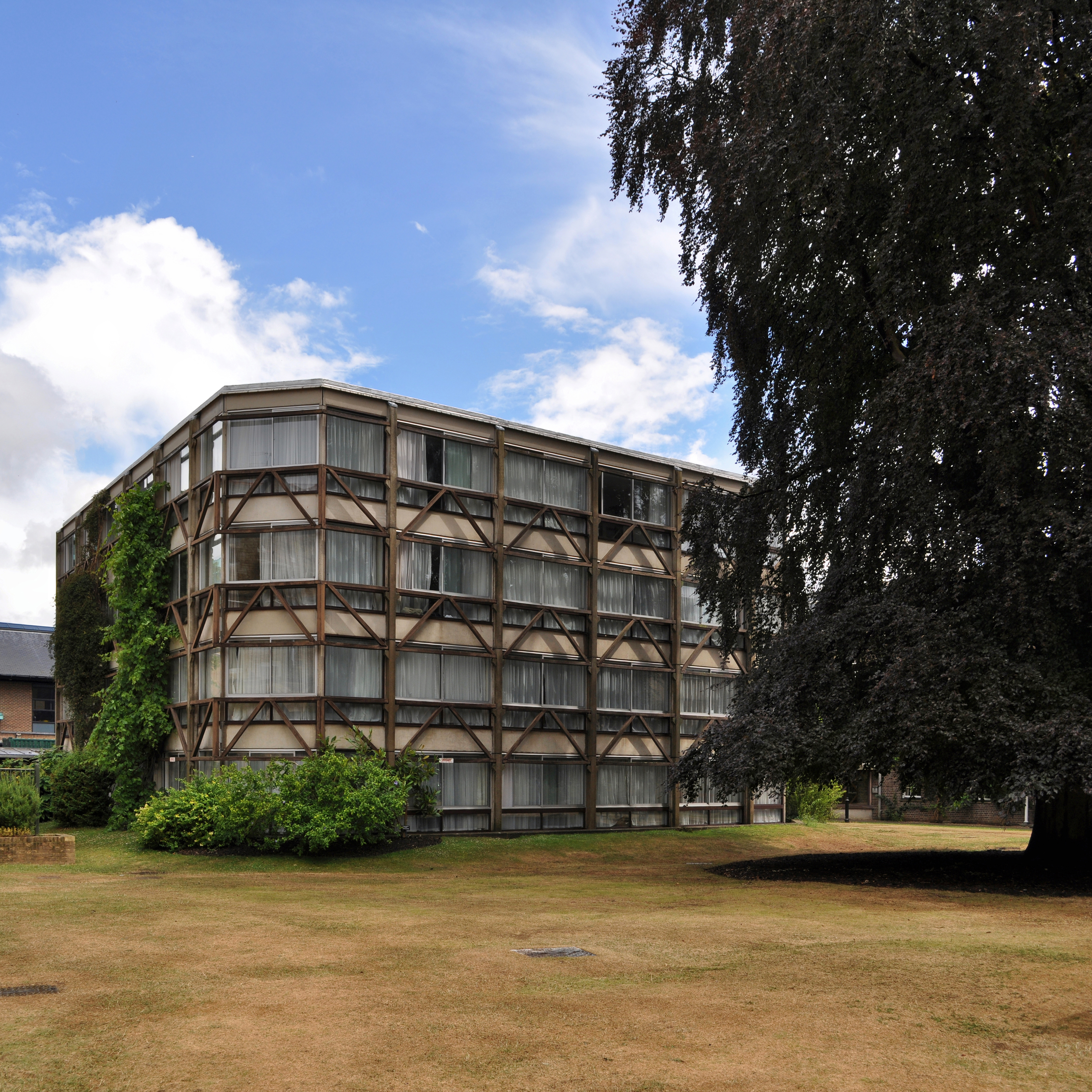
Garden Building
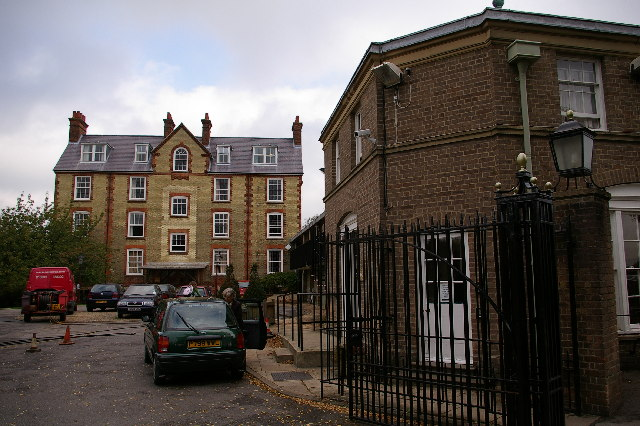
Hall building en portiersloge
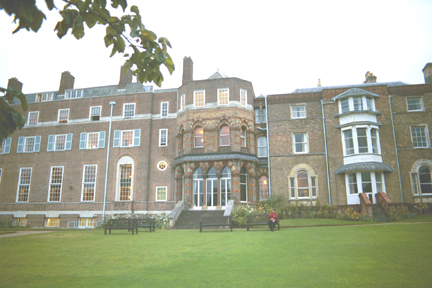
Bibliotheek
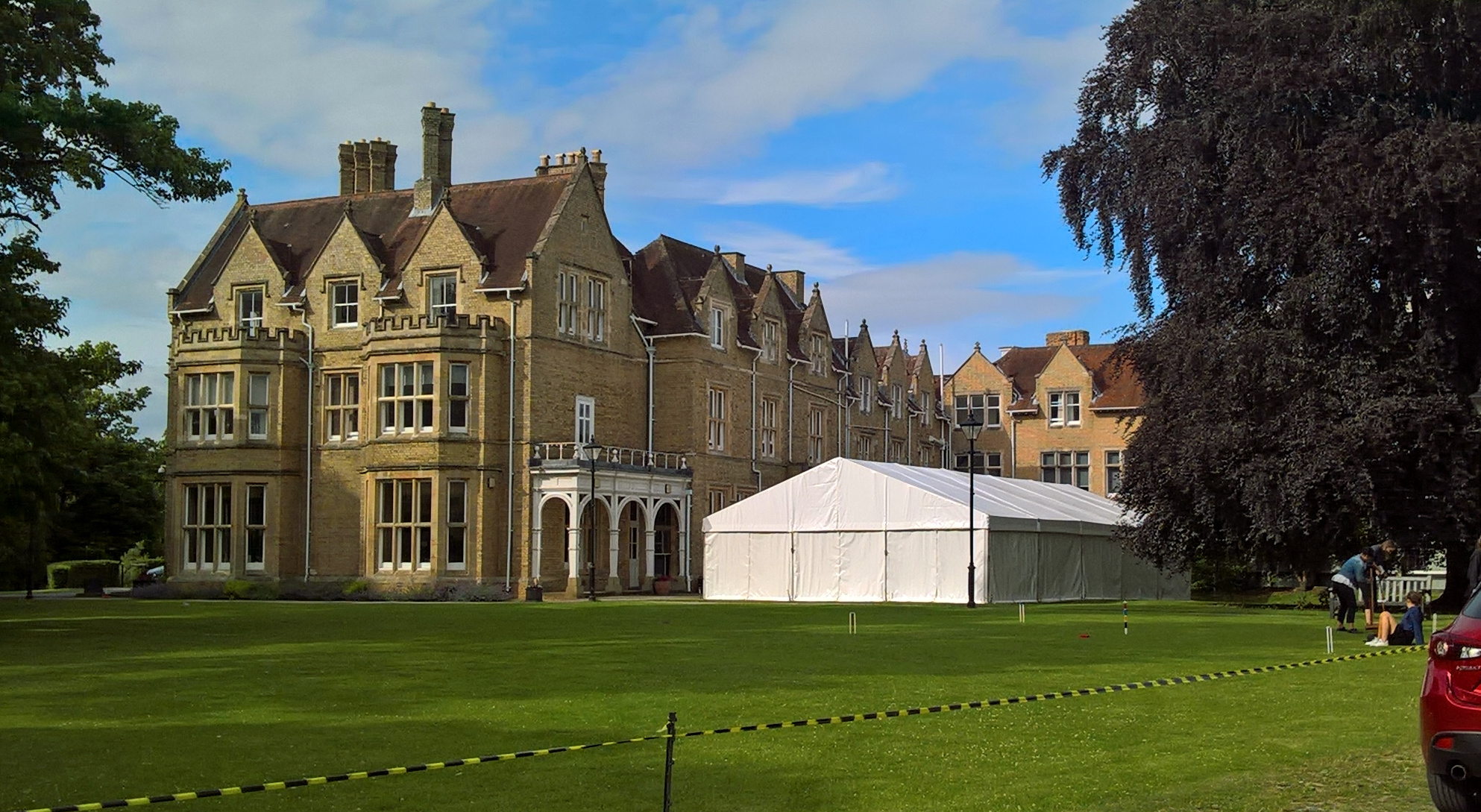
South Building gezien vanaf de croquetbaan
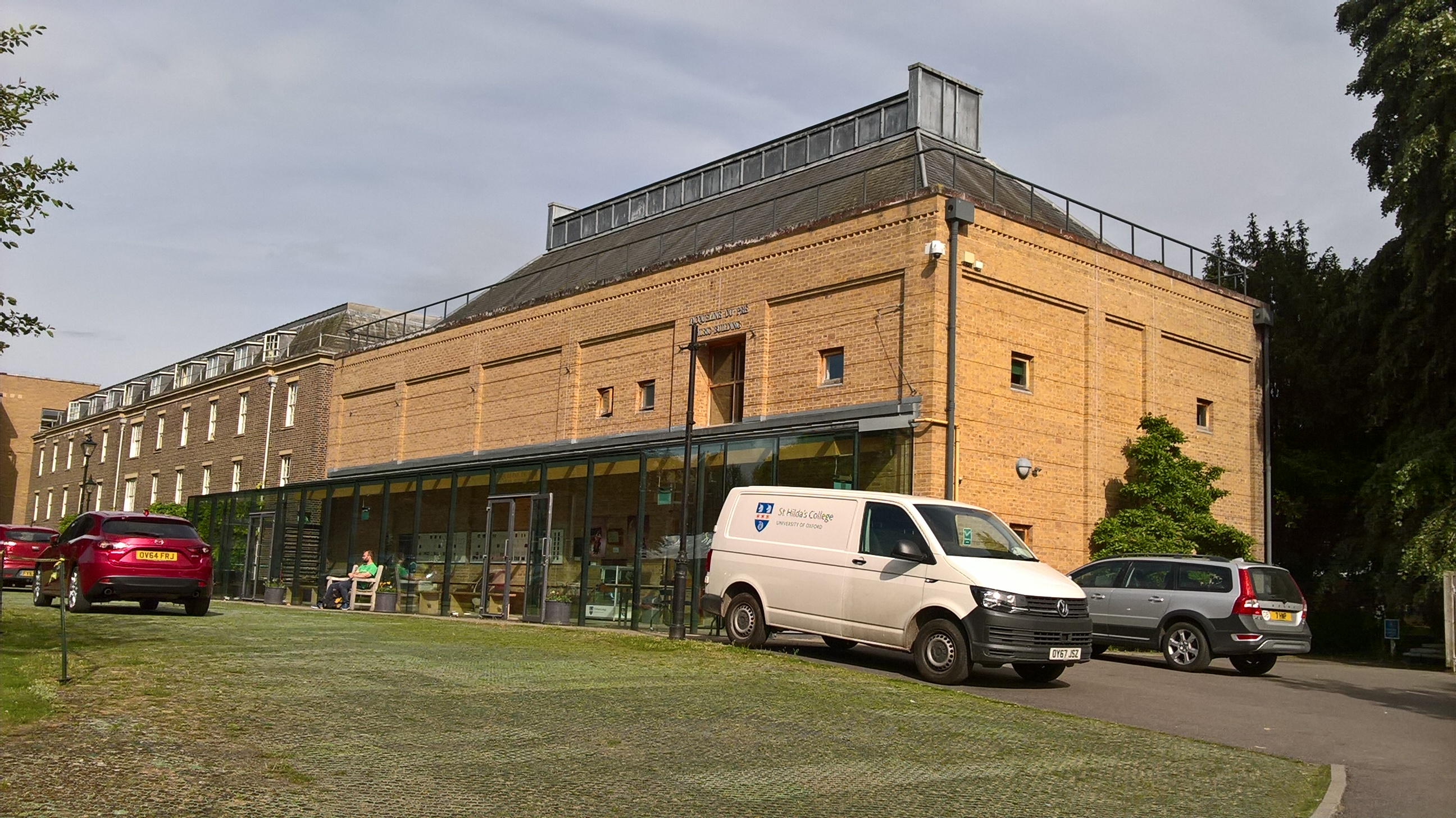
Buitenzijde Jacqueline de Pré Music Building

- Bibliothèque nationale de France: cb17877121w (data)
- Gemeinsame Normdatei: 5151579-9
- International Standard Name Identifier: 0000 0001 2154 1103
- Library of Congress Control Number: nr96033707
- MusicBrainz: c2c02b40-ead2-419e-9da3-bb46d3af82ac
- Nationale bibliotheek van Australië: 35404584
- Trove: 940896
- Virtual International Authority File: 127497704